# Mykytynzi (Iwano-Frankiwsk)
Mykytynzi (ukrainisch Микитинці;  russisch Никитинцы Nikitinzy, polnisch Mikityńce, Mykietyńce) ist ein Dorf in der ukrainischen Oblast Iwano-Frankiwsk mit etwa 3100 Einwohnern (2008).
Die 1510 erstmals schriftlich erwähnte Ortschaft liegt im Karpatenvorland, innerhalb der historischen Landschaft Galizien am Ufer der Bystryzja Nadwirnjanska (Бистриця Надвірнянська), einem 94 km langen Nebenfluss der Bystryzja.
Das 1,268 km² große Dorf war die einzige Ortschaft der gleichnamigen Landratsgemeinde, die administrativ zum Stadtkreises von Iwano-Frankiwsk gehörte, dessen Stadtzentrum etwa 5 km nordwestlich von Mykytynzi liegt.
Am 12. Juni 2020 wurde das Dorf, als Teil der Stadtgemeinde Iwano-Frankiwsk ein Teil des neu gegründeten Rajons Iwano-Frankiwsk.
Durch das Dorf verläuft die Fernstraße N 18.

## Bevölkerungsentwicklung
Quelle: